# راوند أبقع
راوند أبقع (الاسم العلمي:Rheum maculatum) هي نوع من النباتات يتبع جنس الراوند من الفصيلة البطباطية.